# WebJet Linhas Aéreas
Webjet Linhas Aéreas war eine brasilianische Billigfluggesellschaft mit Sitz in Rio de Janeiro.

## Geschichte
Webjet wurde im Jahr 2005 gegründet. Im Jahre 2009 war die Gesellschaft mit über fünf Millionen beförderten Passagieren die drittgrößte brasilianische Fluglinie nach TAM Linhas Aéreas und GOL.
Am 8. Juli 2011 gab der Mitbewerber GOL bekannt, dass er alle Anteile der bisherigen Gesellschafter von Webjet für 311 Millionen Reais übernehmen wird. GOL will damit ihr Streckennetz in Brasilien ausweiten, die Marke Webjet soll zukünftig nicht mehr genutzt werden.
Seit dem 17. Oktober 2012 ist die Webseite der Webjet offline; Besucher werden auf die Seite der GOL weitergeleitet. Am 21. November 2012 wurde die Marke Webjet eingestellt und am 23. November 2012 das offizielle Ende durch GOL und die Entlassung von 850 Webjet-Mitarbeitern verkündet. Die brasilianische Justiz prüft den Fall, weil von Irregularitäten ausgegangen wird.

## Flugziele
Webjet Linhas Aéreas bediente von den beiden Flughäfen Rio de Janeiros aus zahlreiche Ziele innerhalb Brasiliens.

## Flotte
Im August 2012 bestand die Flotte der Webjet Linhas Aéreas aus 28 Flugzeugen:
- 21 Boeing 737-300
- 07 Boeing 737-800